# Daniel Hernández (distrito)
Daniel Hernández é um distrito do Peru, departamento de Huancavelica, localizada na província de Tayacaja.

## Transporte
O distrito de Daniel Hernández é servido pela seguinte rodovia:
- HV-101, que liga a cidade ao distrito de Roble
- HV-124, que liga a cidade ao distrito de Pazos
- PE-3SD, que liga a cidade de San Miguel de Mayocc ao distrito de Ñahuimpuquio [1][2][3]